# Maracaibo (jezioro)

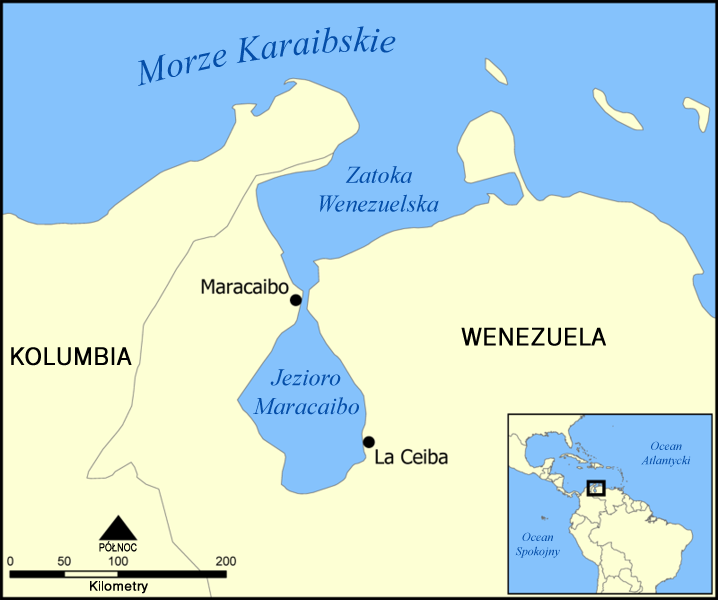
Położenie jeziora Maracaibo

Maracaibo (hiszp. Lago de Maracaibo) – akwen w północno-zachodniej Wenezueli, połączony poprzez cieśninę z Zatoką Wenezuelską (Morze Karaibskie). Zwykle uznawany jest za jezioro – największe pod względem powierzchni w Ameryce Południowej – jednak ze względu na nietypową morfologię czasem klasyfikowany jest jako zatoka bądź laguna.
Ma 13 280 km² powierzchni przy szerokości 121 km i długości 210 km. Głębokość maksymalna szacowana jest na 35–50 m. Lustro wody położone jest na poziomie morza, podnosi się i opada wraz z pływami morskimi. Akwen, zwłaszcza jego północna część, cechuje się wysokim stopniem zasolenia, który spowodowany jest przez stały napływ wody morskiej. Cechy te (wysokość lustra wody, oddziaływanie pływów morskich, zasolenie) są głównymi argumentami zwolenników uznawania Maracaibo za zatokę bądź lagunę.
Główną rzeką zasilającą Maracaibo jest Catatumbo.
Jezioro Maracaibo stanowi drogę wodną dla statków obsługujących porty w Maracaibo i Cabimas, a które przewożą głównie ropę naftową i produkty jej przetwórstwa.

## Historia
W XVII wieku, w epoce kolonialnej na Maracaibo kilkukrotnie przedostali się bukanierzy (m.in. François l’Olonnais i Henry Morgan), którzy łupili miasta Maracaibo i Gibraltar.
W 1964 doszło tu do katastrofy supertankowca Esso Maracaibo, który uderzył w most łączący Maracaibo z resztą Wenezueli. Nie doszło wówczas do wycieku ropy.

## Galeria

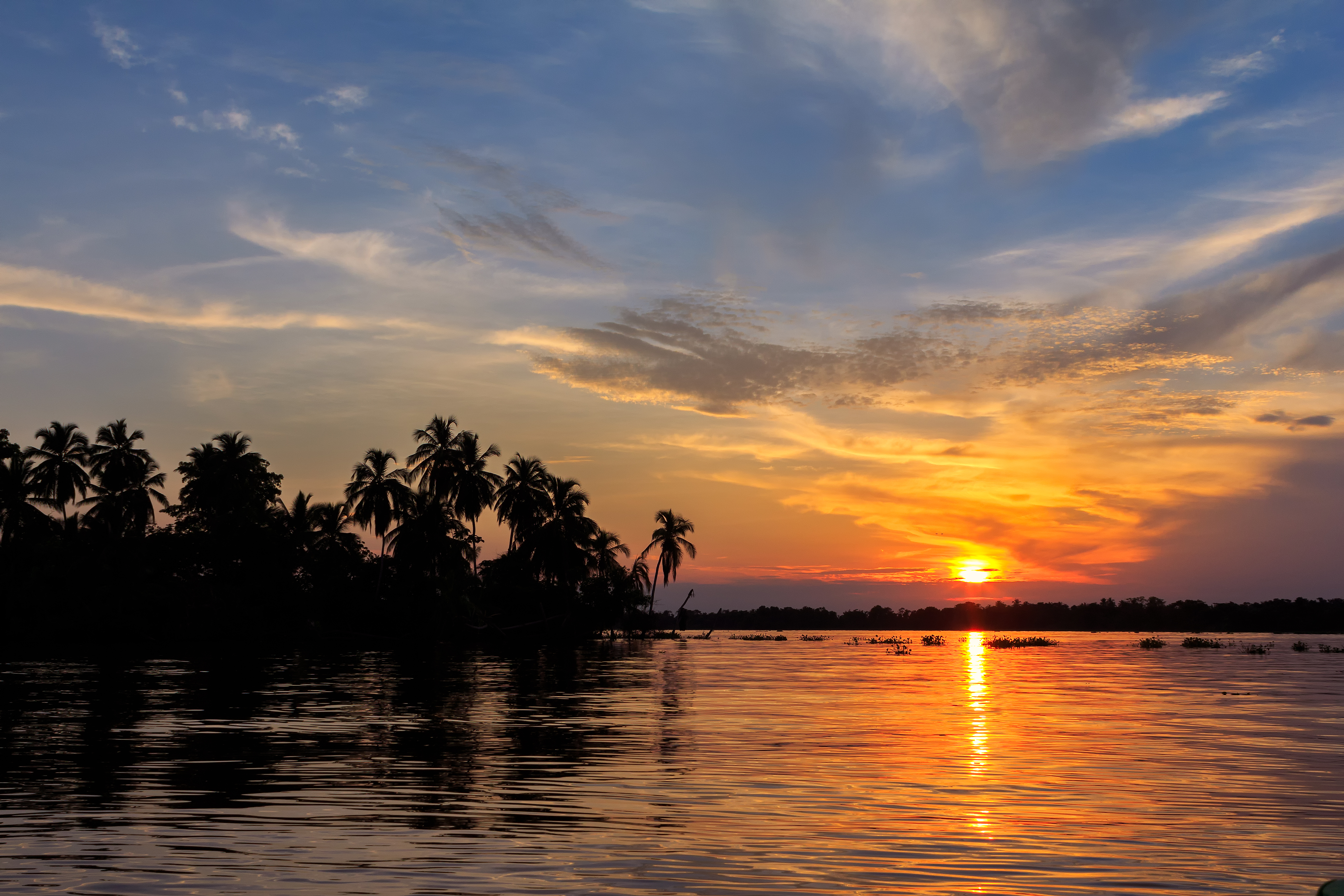
Zachód słońca w Congo Mirador(inne języki)
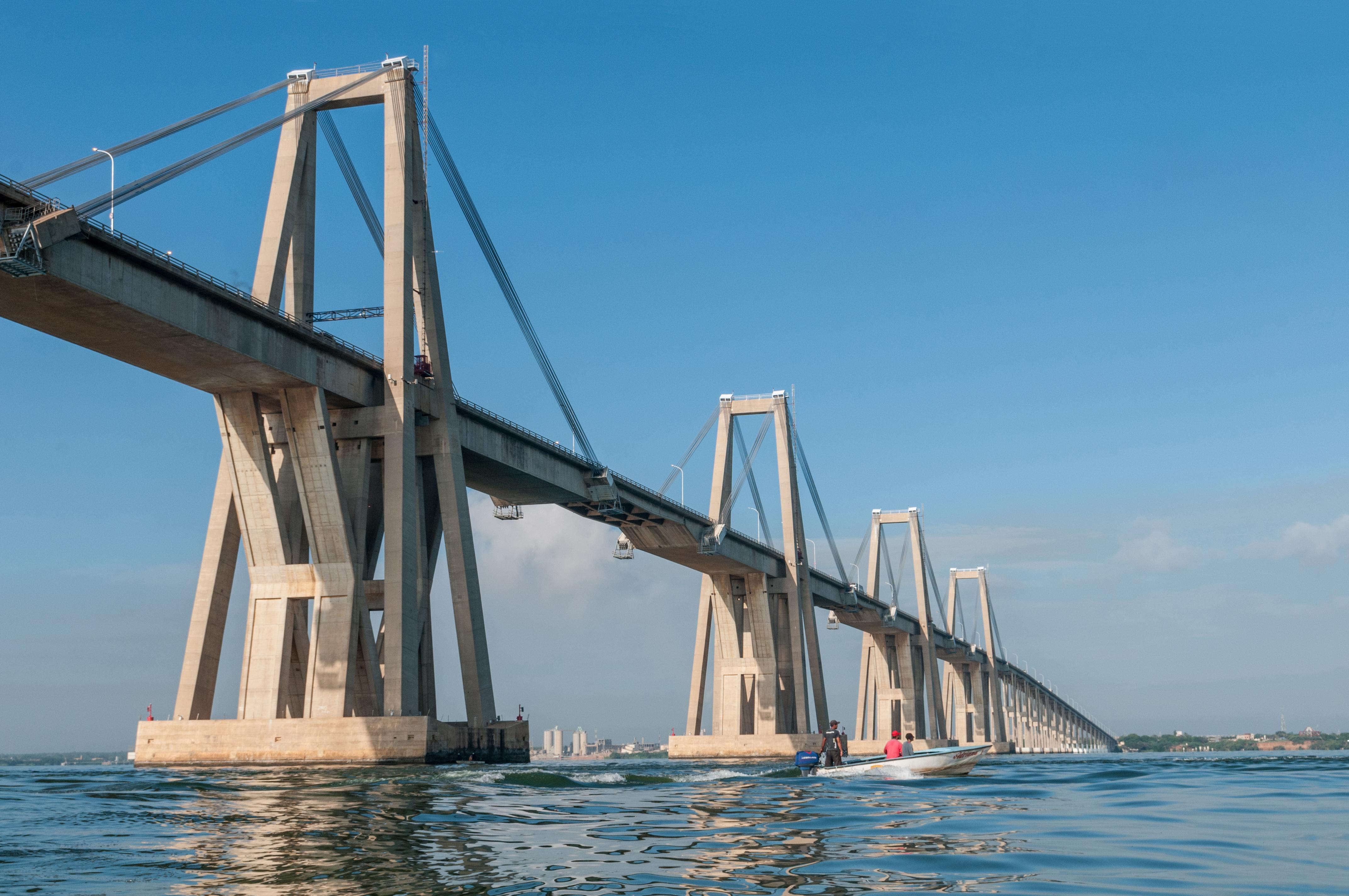
Most Generała Rafaela Urdanety
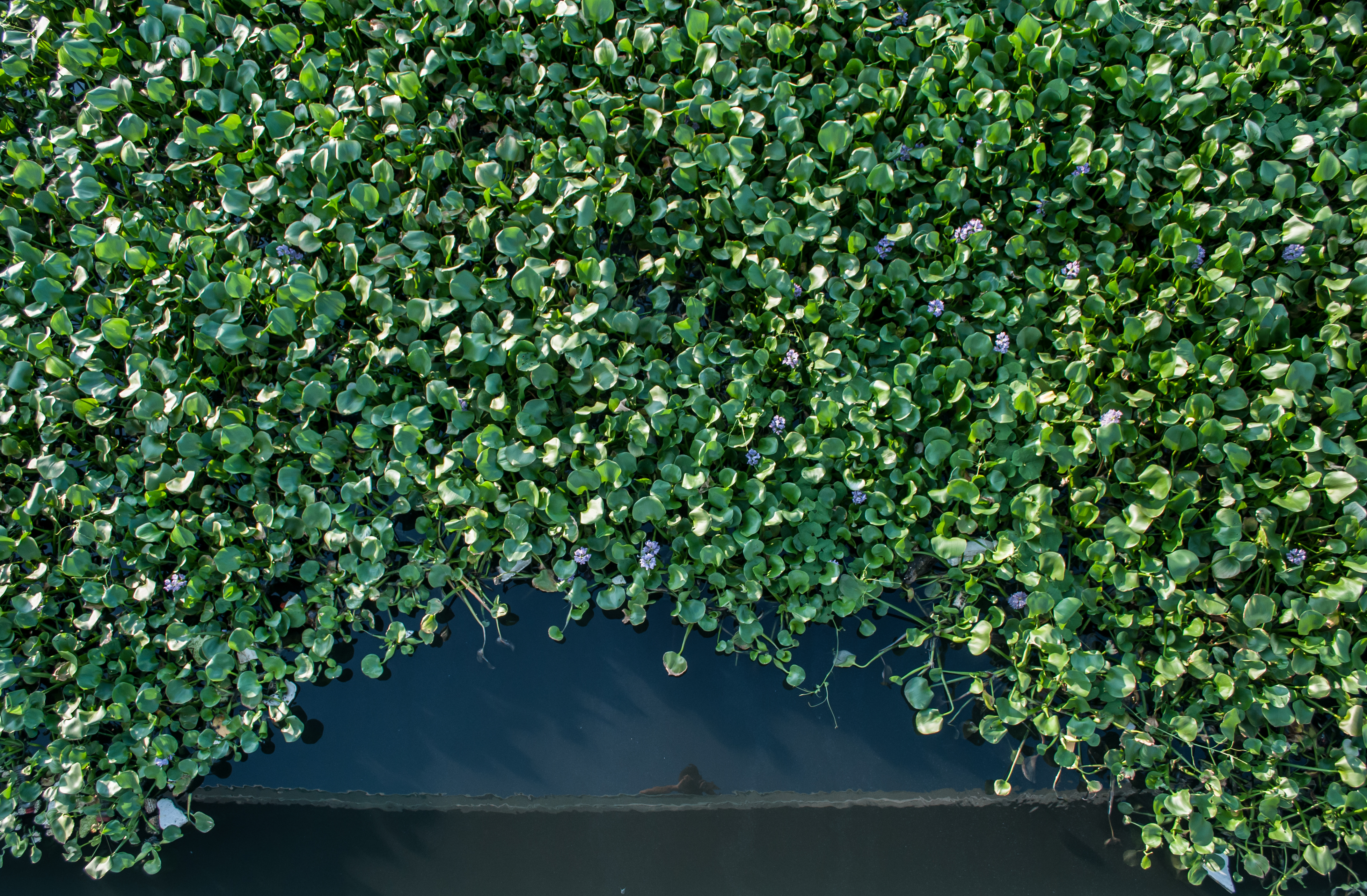
Roślinność wodna na jeziorze
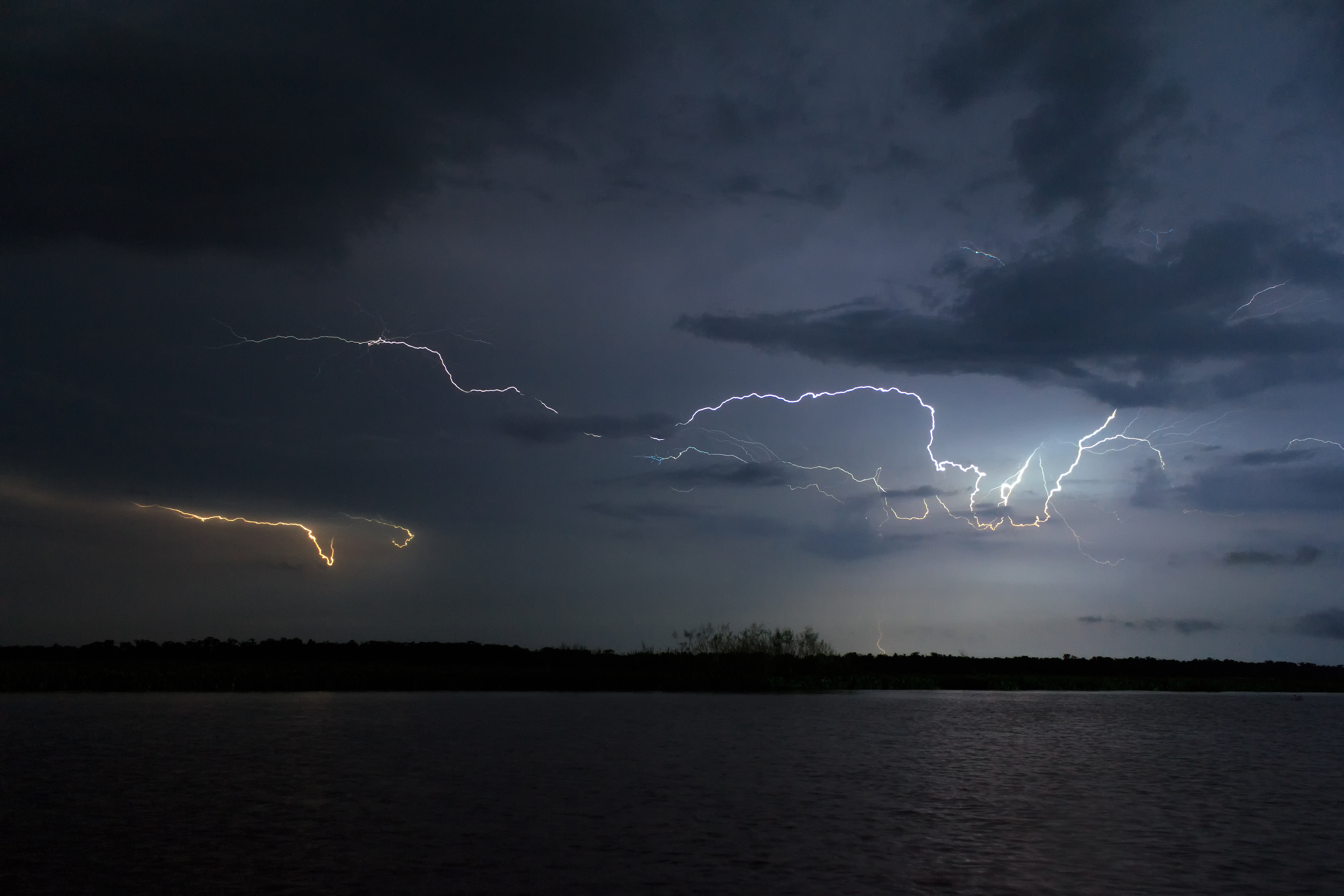
Wyładowania atmosferyczne nad Catatumbo